# Reggie Bagala
Reggie Paul Bagala (Raceland, 8 de julho de 1965  — Lockport, 9 de abril de 2020) foi um empresário e político estadunidense filiado ao Partido Republicano, que serviu como membro da casa dos representantes de Louisiana durante quatro meses.

## Biografia

### Formação acadêmica
Graduou-se em administração na Universidade do Estado da Luisiana em 1989.

### Política
De 2014 a 2017, atuou como administrador da Paróquia de Lafourche e como diretor do Escritório de Serviços Comunitários antes de ser demitido pelo presidente da Paróquia de Lafourche, Jimmy Cantrelle, depois que Bagala se recusou a chamar os membros do conselho sobre uma apólice de seguro. No entanto, ele foi contratado pelo conselho para servir como auditor. Mais tarde, ele entrou com uma ação contra Cantrelle por violar seus direitos de Primeira Emenda, mas sua ação foi arquivada em 2019.
Em 2019, Bagala foi eleito para representar o quinquagésimo quarto distrito na Casa de Representantes da Louisiana, em um ganho para os republicanos no distrito do estado. O atual representante do distrito, o deputado estadual Jerry "Truck" Gisclair, que era democrata, já estava no cargo a três mandatos e não podia concorrer a reeleição.

## Morte
Em 1 de abril de 2020, testou positivo para COVID-19 e foi hospitalizado em Raceland, Louisiana. Em 9 de abril, devido a complicações em seu quadro clínico, Bagala morreu aos 54 anos.